# Хаммерштейн-Экворд, Людвиг фон
Людвиг барон фон Хаммерштейн-Экворд (нем. Ludwig Freiherr von Hammerstein-Equord) (17 ноября 1919, Берлин — 26 февраля 1996, там же) сын Курта фон Хаммерштейн-Экворда, участник заговора против Гитлера 20 июля 1944 года.

## Биография
Людвиг фон Хаммерштейн-Экворд родился 17 ноября 1919 года в Берлине. Он был пятым из семи детей «Красного генерала» Курта фон Хаммерштейн-Экворда и его жены Марии, урождённой баронессы фон Лютвиц (1886—1970 гг).
Людвиг фон Хаммерштейн-Экворд, как и его брат Кунрат, после окончания школы начал карьеру офицера. В январе 1940 г. зачислен в 9-й резервный батальон в Потсдаме. В 1943 году, после тяжелого ранения на Восточном фронте, был отправлен на учёбу в Берлин.

### Участие в сопротивлении
Людвиг, его брат Кунрат и сестра Мария-Тереза имели тесные контакты с заговорщиками (Заговор 20 июля), особенно с Карлом Герделером, Филиппом фон Бёзелагером, Эвальдом фон Клейстом, Акселем фон дем Бусше, Фабианом фон Шлабрендорфом, а также с семьями Линара, фон Харденберга, Хасселя, фон Фалькенхаузена и другими.
Его мать и другие члены семьи после провала заговора были арестованы и отправлены в Бухенвальд, позднее переведены в тюрьму Регенсбург. Людвиг с Кунратом скрылись в Рейнской области, где пробыли в подполье до конца войны.

### После войны
После войны, Людвиг фон Хаммерштейн-Экворд работал журналистом, сначала в качестве корреспондента и редактора ежедневной газеты «Die Welt».
С 1950 по 1960 гг. он был представителем федерального министерства ФРГ в Бонне. С 1961 по 1973 год — заместитель директора телеканала «NDR». В 1974 году назначен директором РИАС, а в 1979-м переизбран на второй срок. 1 июня 1984 ушёл в отставку. Людвиг фон Хаммерштейн-Экворд неожиданно скончался 26 февраля 1996 года в Берлине в возрасте 76 лет.